# نگارچلونگ
نگارچلونگ (به لاتین: Ngarchelong) یک منطقهٔ مسکونی در پالائو است که در پالائو واقع شده‌است. نگارچلونگ ۱۰ کیلومتر مربع مساحت و ۳۱۶ نفر جمعیت دارد.